# Kanton Bourg-Argental
Bourg-Argental is een voormalig kanton van het Franse departement Loire. Het kanton maakte deel uit van het arrondissement Saint-Étienne. Het werd opgeheven bij decreet van 26 februari 2014 met uitwerking in 2015.

## Gemeenten
Het kanton Bourg-Argental omvatte de volgende gemeenten:
- Bourg-Argental (hoofdplaats)
- Burdignes
- Colombier
- Graix
- Saint-Julien-Molin-Molette
- Saint-Sauveur-en-Rue
- Thélis-la-Combe
- La Versanne